# Cráneo de Tula
El Cráneo de Tula es una osamenta craneal antropomorfa del periodo Clásico decorada con una escena bélica encontrada en Tula de Allende, en México, en el lugar donde se ubicaba el Palacio de Charnaix.
- Icono-grafía: Cubierto con una capa muy fina de estuco, que sirve de base blanca para franjas verticales rojas intercaladas con una separación de 0.5 centímetros, que atraviesan el rostro desde la cuenca superior de los ojos hasta el maxilar, sobre el hueso frontal, se encuentran dos personajes sobre fondo rojo.

- Icono-logia: Su pintura representa a un personaje sedente con un escudo (chimalli), algunas flechas, pectoral y Nariguera, volteando arriba a su izquierda, acosado, por otro personaje de pie en actitud amenazante con una macana, y peto de bandas de cuero, en los que se interpreta, la conquista, de un señorío sobre otro, tomando la cabeza del vencido como trofeo, para utilizarlo como objeto de intimidación para otros señoríos vasallos.

Encontrado en 1995 en Tula de Allende, Hidalgo y clasificado del periodo clásico de la cultura Mixteca, con similitudes a la decoración propia de Xochitecatl Tlaxcala.  

## Acontecimientos
Conviene destacar que los asentamientos en la Mixteca de Oaxaca datan alrededor del año 300 d. C., que la fundación de Tula Hidalgo fue en el año 661 d. C., que la destrucción de ésta y el fin del imperio Tolteca fue en el año 1116 d. C.